# Violinkonsert (Mendelssohn)

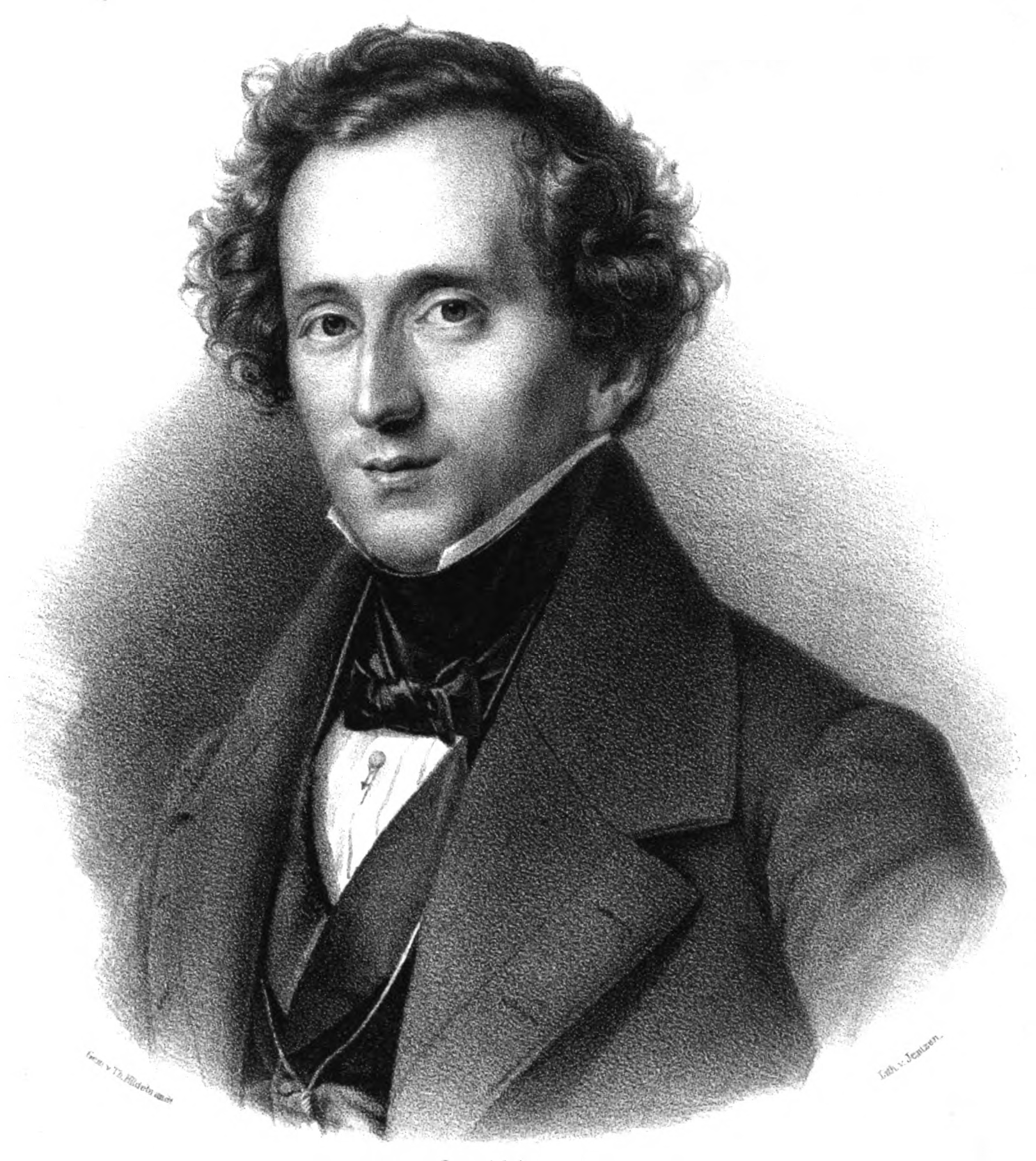
Felix Mendelssohn

Violinkonsert i e-moll, op. 64, av Felix Mendelssohn är en av de mest spelade och omtyckta violinkonserterna. Den framfördes för första gången den 13 mars 1845 med Mendelssohns vän Ferdinand David som solist.

## Instrumentering
Konserten är skriven för violin och orkester bestående av 2 tvärflöjter, 2 oboer, 2 klarinetter, 2 fagotter, 2 valthorn, 2 trumpeter, timpani och stråkar.

## Form
Konserten består av tre satser:
1. Allegro molto appassionato (e-moll)
2. Andante (C-dur)
3. Allegretto non troppo – Allegro molto vivace (E-dur, börjar i e-moll)

### Allegro molto appassionato

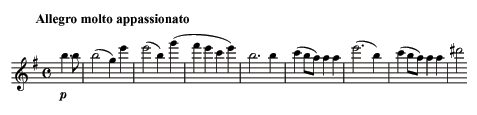
Violinkonsertens öppning som är huvudtemat i första satsen

Till skillnad från många andra violinkonserter, då orkestern öppnar med att presentera huvudtemat, är det violinen som i Mendelssohns violinkonsert får börja expositionen med den vackra melodi i e-moll som är huvudtemat. Huvudtemat spelas därefter i orkestern. När soloviolinen kommer in igen börjar ett snabbare parti som upplöses i att sidotemat presenteras i träblåset samtidigt som soloviolinen spelar en lös G-sträng som bordunton. Soloviolinen tar över sidotemat och leder in i till genomföringen där huvud- och sidotemat bearbetas. Kadensen, som Mendelssohn skrev själv, avslutar genomföringen. Den börjar med virtuosa treklanger och övergår sedan till att violinen spelar brutna ackord över strängarna. Dessa ökar ständigt i tempo till dess att rekapitulationen börjar och orkestern spelar huvudtemat i e-moll ackompanjerat av soloviolinens ackord. Innan rekapitulationens slut spelas sidotemat i E-dur och melodin övergår till e-moll innan ett fartfyllt koda, markerat presto, avslutar satsen. 

### Andante

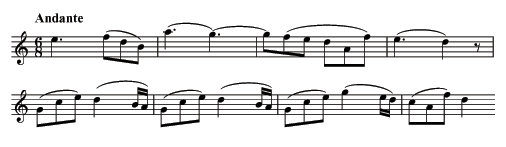
Temat i andra satsen.

Fagotten håller kvar sitt H från slutackordet i första satsen och byter sedan tonart från e-moll till C-dur. I nionde takten kommer soloviolinen in och spelar det stillsamma och uttrycksfulla temat i C-dur. Efter detta följer en mörkare melodi i moll som först presenteras i orkestern men sedan tas över av soloviolinen. Här spelar violinen melodin och kompar sig själv samtidigt. Andra satsen avslutas med att det första temat spelas i C-dur. 

### Allegretto non troppo – Allegro molto vivace

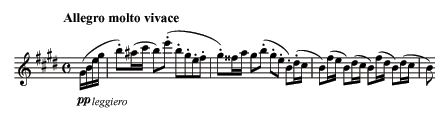
Temat i tredje satsen.

Efter andra satsen kommer ett 14 takter långt mellanspel med soloviolin och stråkar i e-moll. Detta leder in till den livfulla finalen i E-dur som öppnas av en trumpetfanfar. Satsen är i sonatrondoform och temat, som visas på bilden, återkommer flera gånger i satsen i olika tonarter. Konserten avslutas med ett snabbt och intensivt koda i E-dur där soloviolinen spelar mycket dubbelgrepp och skalor.